# Ptychadena pumilio
Ptychadena pumilio é uma espécie de anfíbio da família Ranidae.
Pode ser encontrada nos seguintes países: Benim, Camarões, República Centro-Africana, República Democrática do Congo, Costa do Marfim, Etiópia, Mali, Nigéria, Senegal, Serra Leoa, e possivelmente Burkina Faso, Chade, Gâmbia, Gana, Guiné, Guiné-Bissau, Libéria, Mauritânia, Níger, Sudão, Togo e Uganda.
Os seus habitats naturais são: florestas subtropicais ou tropicais húmidas de baixa altitude, savanas áridas, savanas húmidas, campos de gramíneas de baixa altitude subtropicais ou tropicais sazonalmente húmidos ou inundados, campos de altitude subtropicais ou tropicais, rios, marismas de água doce, marismas intermitentes de água doce, pastagens, jardins rurais, lagoas, canais e valas.